# 詹姆斯·蒂索
詹姆斯·约瑟夫·蒂索（法語：James Joseph Tissot，法語發音：[dʒɛms ʒozɛf tiso]；1836年10月15日—1902年8月8日），法国画家。他早年的作品题材以历史人物为主，但到了1864年，他改变了作品题材，开始描绘当时的人物，尤其是时尚女性，获得了巨大成功。
他年轻时就决定从事艺术事业，将现实主义、早期印象派和学院艺术的元素融入到他的作品中。 他最出名的是在其职业生涯巅峰期间创作的各种当代欧洲上流社会的风俗画，这些画重点关注美好时代和维多利亚时代英国的人物和女性时尚，但也探索了许多中世纪、圣经和日本风格，这些贯穿了他一生的主题。 他的职业生涯包括以 Coïdé 为笔名在《名利场》担任漫画家。
1871年，巴黎爆发起义，蒂索也参与其中。政府镇压起义后，他被迫流亡英国。在那里他作为一名艺术家取得了进一步的成功，并结识了爱尔兰女子凯瑟琳·牛顿（Kathleen Newton）。蒂索在當地繪畫亦了躊躇滿志。他最终在1882年离开英国，返回法国。
1894年，蒂索被授予法国荣誉军团勋章。 蒂索一生中的大部分时间都与印象派运动保持着密切的关系，其中包括詹姆斯·阿伯特·惠斯勒（James Abbott Whistler）以及导师埃德加·德加（Edgar Degas）。

## 早期生活
蒂索出生于法国南特，并在那里度过了童年。 他的父亲马塞尔·西奥多·蒂索 (Marcel Théodore Tissot) 是一位成功的窗帘商人。 他的母亲玛丽·杜兰德 (Marie Durand) 协助丈夫打理家族生意并设计帽子。 蒂索的母亲是一位虔诚的天主教徒，她在蒂索小时候就向这位未来的艺术家灌输虔诚的信仰。 蒂索在南特度过的青年时代可能导致他在后来的作品中频繁描绘运输船只和小船。 他父母涉足时尚界对他的绘画风格产生了影响，因为他对女装的细节描绘得非常细致。 蒂索17 岁时，他知道自己想以绘画为职业。 他的父亲反对这一点，希望他的儿子从事商业，但年轻的蒂索获得了母亲对他的支持。 大约在这个时候，他开始使用詹姆斯的名字作为英国化的名字，到 1854 年，他被普遍称为詹姆斯·蒂索 (James Tissot)； 他可能因为对英语的一切越来越感兴趣而采用了这个名字。

## 艺术首秀
1856年或1857年，蒂索前往巴黎接受艺术教育，就读于巴黎美术学院，在伊波利特·弗兰德林 (Hippolyte Flandrin) 和路易斯·拉莫特 (Louis Lamothe) 的工作室学习； 他们两人都是成功的里昂画家，后来移居巴黎。[1] 大约在这个时候，蒂索还结识了美国的詹姆斯·麦克尼尔·惠斯勒、法国画家埃德加·德加（他也是拉莫特的学生）和爱德华·马奈。
1859年，蒂索首次在巴黎沙龙展出作品。 他展示了五幅中世纪场景的画作，其中许多描绘了（歌德）浮士德中的场景。 这些作品显示了蒂索同年早些时候在安特卫普结识的比利时画家亨利·莱斯（Jan August Hendrik Leys）对其作品的影响。 包括德国画家彼得·冯·柯内留斯和莫里茨·雷茨什的作品也对他产生了一些影响。 蒂索在沙龙首次展出后，法国政府为他 1860 年描绘的《浮士德与玛格丽特的相遇》画作支付了 5,000 法郎。这幅画于次年继续在沙龙展出， 连同一幅肖像和其他几幅画。
1862 年伦敦国际展览提供了蒂索的画作《雪中行走》； 第二年，蒂索的三幅画作在伦敦艺术品经销商欧内斯特·甘巴特的画廊展出。

## 后期事业和生活
1862 年之后的某个时间，蒂索开始将重点从早期的中世纪风格转向迎合英国人对维多利亚时代生活和社会叙事绘画的品味。他很快在英国观众中获得了成功，并因其逼真的叙事艺术风格而受到赞誉，这种艺术风格将印象派的色彩和价值运用相结合。
蒂索除了绘画以外，过着很动荡的生活，参加了普法战争； 首先加入了国家卫队的两个连队，后来加入了巴黎公社，尽管他加入巴黎公社只是为了保护自己的财产，而不是为了共同的意识形态。要么是因为担任公社员的激进政治关系，要么是因为为了更好的机会，他于 1871 年离开巴黎前往伦敦。
蒂索曾为《名利场》杂志的所有者托马斯·吉布森·鲍尔斯担任漫画家，并在皇家学院展出过作品，因此在抵达伦敦时已经建立了社会和艺术关系。 1869 年至 1873 年间，蒂索在杂志中使用了 Coïdé 这个名字。蒂索与《名利场》合作的战前漫画作品包括《Sovereigns》系列作品，该系列讽刺了法国拿破仑三世、俄罗斯亚历山大二世和德国威廉一世等多位国家元首。 